# ジョニー・ジアボテラ
ジョニー・アーサー・ジアボテラ（Johnny Arthur Giavotella, 1987年7月10日 - ）は、アメリカ合衆国ルイジアナ州ジェファーソン郡メテリー出身の元プロ野球選手（二塁手）。右投右打。

## 経歴

### プロ入りとロイヤルズ時代
2008年のMLBドラフト2巡目（全体49位）でカンザスシティ・ロイヤルズから指名され、6月10日に契約。契約後、傘下のA級バーリントン・ビーズでプロデビュー。68試合に出場しで打率.299・4本塁打・26打点・10盗塁の成績を残した。
2009年はA+級ウィルミントン・ブルーロックスでプレーし、133試合に出場して打率.258・6本塁打・52打点・26盗塁の成績を残した。
2010年はAA級ノースウエストアーカンソー・ナチュラルズでプレーし、134試合に出場して打率.322・9本塁打・65打点・13盗塁の成績を残した。
2011年、マイナーでははAAA級オマハ・ストームチェイサーズでプレー。110試合に出場して打率.338・9本塁打・72打点・9盗塁の成績を残した。8月5日にメジャー初昇格を果たし、同日のデトロイト・タイガース戦でメジャーデビュー。6番・二塁手でスタメン起用され、3打数2安打1打点1四球だった。8月7日のタイガース戦ではマックス・シャーザーから初本塁打を記録した。この年メジャーでは46試合に出場して打率.247・2本塁打・21打点・5盗塁の成績を残した。
2012年は開幕をAAA級オマハで迎え、5月9日にメジャー昇格。53試合に出場して打率.238・1本塁打・15打点・3盗塁の成績を残した。
2013年も開幕をAAA級オマハで迎え、6月30日にメジャー昇格。10試合で34打数7安打、打率.206と落ち込み、7月18日にAAA級オマハへ降格した。9月3日に再昇格した。この年は14試合に出場して打率.220・0本塁打・4打点の成績を残した。
2014年3月1日にロイヤルズと1年契約に合意した。3月25日にAAA級オマハへ配属され、開幕を迎えた。4月9日にメジャーへ昇格。昇格後は1試合の出場にとどまり、4月12日にAAA級オマハへ降格した。5月9日にメジャーへ再昇格した。昇格後は正二塁手のオマー・インファンテが故障で離脱したこともあり、先発起用されたが、9試合の出場で打率.161と結果を残せず、5月20日にAAA級オマハへ降格した。登録枠が拡大された9月1日にメジャーへ昇格。しかし2試合の出場にとどまり、プレーオフのロースター入りも逃した。この年は12試合に出場して打率.216・1本塁打・5打点だった。オフの12月18日にDFAとなった。

### エンゼルス時代
2014年12月19日にブライアン・ブロデリックとのトレードで、ロサンゼルス・エンゼルス・オブ・アナハイムへ移籍した。
2015年は二塁手のレギュラーの座を手中に収め、129試合に出場して規定打席に達した。打撃面では、打率.272・4本塁打・49打点・2盗塁という成績を残し、特に何かの部門が優れているというわけではなかった。二塁守備は低レベルで、12失策を犯して守備率.978・DRS - 12という成績に終わった。
2016年も二塁手のレギュラー格として出場していたが、8月20日にDFA、28日に40人枠を外れる形で傘下のAAA級ソルトレイク・ビーズへ配属された。10月10日にFAとなった。

### オリオールズ時代
2017年2月2日にボルチモア・オリオールズとマイナー契約を結び、同年のスプリングトレーニングに招待選手として参加することになった。開幕はAAA級ノーフォーク・タイズで迎えたが、7月6日にメジャー契約を結び、アクティブ・ロースター入りした。8月1日にDFAとなり、3日に40人枠を外れる形で傘下のAAA級ノーフォークへ配属された。レギュラーシーズン終了後の10月2日にFAとなった。

### マーリンズ傘下時代
2017年11月28日にマイアミ・マーリンズとマイナー契約を結び、2018年のスプリングトレーニングに招待選手として参加することになった。
2018年は開幕から傘下のAAA級ニューオーリンズ・ベビーケークスでプレーしていたが、5月2日に自由契約となった。

### ホワイトソックス傘下時代
2018年5月12日にシカゴ・ホワイトソックスとマイナー契約を結び、傘下のAA級バーミングハム・バロンズへ配属された。

## 詳細情報

### 年度別打撃成績
| 年 度    | 球 団    | 試 合 | 打 席 | 打 数 | 得 点 | 安 打 | 二 塁 打 | 三 塁 打 | 本 塁 打 | 塁 打 | 打 点 | 盗 塁 | 盗 塁 死 | 犠 打 | 犠 飛 | 四 球 | 敬 遠 | 死 球 | 三 振 | 併 殺 打 | 打 率 | 出 塁 率 | 長 打 率 | O P S |
| -------- | -------- | ----- | ----- | ----- | ----- | ----- | -------- | -------- | -------- | ----- | ----- | ----- | -------- | ----- | ----- | ----- | ----- | ----- | ----- | -------- | ----- | -------- | -------- | ----- |
| 2011     | KC       | 46    | 187   | 178   | 20    | 44    | 9        | 4        | 2        | 67    | 21    | 5     | 2        | 0     | 2     | 6     | 0     | 1     | 32    | 4        | .247  | .273     | .376     | .649  |
| 2012     | KC       | 53    | 189   | 181   | 21    | 43    | 7        | 1        | 1        | 55    | 15    | 3     | 0        | 0     | 0     | 8     | 0     | 0     | 35    | 4        | .238  | .270     | .304     | .574  |
| 2013     | KC       | 14    | 48    | 41    | 4     | 9     | 3        | 0        | 0        | 12    | 4     | 0     | 0        | 0     | 0     | 5     | 0     | 2     | 4     | 0        | .220  | .333     | .293     | .626  |
| 2014     | KC       | 12    | 41    | 37    | 8     | 8     | 1        | 0        | 1        | 12    | 5     | 0     | 1        | 0     | 1     | 1     | 0     | 2     | 5     | 1        | .216  | .268     | .324     | .593  |
| 2015     | LAA      | 129   | 502   | 453   | 51    | 123   | 25       | 5        | 4        | 170   | 49    | 2     | 1        | 9     | 6     | 32    | 0     | 2     | 59    | 7        | .272  | .318     | .375     | .694  |
| 2016     | LAA      | 99    | 367   | 346   | 46    | 90    | 20       | 1        | 6        | 130   | 31    | 4     | 3        | 4     | 3     | 13    | 0     | 1     | 39    | 11       | .260  | .287     | .376     | .662  |
| 2017     | BAL      | 7     | 10    | 10    | 0     | 1     | 0        | 0        | 0        | 1     | 0     | 1     | 0        | 0     | 0     | 0     | 0     | 0     | 4     | 0        | .100  | .100     | .100     | .200  |
| MLB：7年 | MLB：7年 | 360   | 1344  | 1246  | 148   | 318   | 65       | 11       | 14       | 447   | 125   | 15    | 7        | 13    | 12    | 65    | 0     | 8     | 178   | 27       | .255  | .294     | .359     | .653  |

- 2017年度シーズン終了時

### 背番号
- 9（2011年 - 2014年）
- 12（2015年 - 2016年）
- 15（2017年）